# Anti (álbum de Hyde)
Anti é o quinto álbum de estúdio do músico e cantor japonês Hyde, lançado em 3 de maio de 2019. 

## Recepção
Alcançou a terceira posição nas paradas da Oricon Albums Chart, a primeira na Billboard Japan Download Albums e a primeira no iTunes.

## Faixas
| N.º            | Título                               | Duração |  |
| 1.             | "Who's Gonna Save Us"                | 3:09    |  |
| 2.             | "Mad Qualia"                         | 3:28    |  |
| 3.             | "Sick" (com Matt B)                  | 3:17    |  |
| 4.             | "Another Moment"                     | 3:13    |  |
| 5.             | "Fake Divine"                        | 4:00    |  |
| 6.             | "After Light"                        | 3:10    |  |
| 7.             | "Out"                                | 3:23    |  |
| 8.             | "Zipang" (com Yoshiki)               | 3:28    |  |
| 9.             | "Set In Stone"                       | 3:10    |  |
| 10.            | "Lion"                               | 2:57    |  |
| 11.            | "Two Face"                           | 3:01    |  |
| 12.            | "Midnight Celebration II" (Anti Mix) | 3:35    |  |
| 13.            | "Ordinary World"                     | 4:45    |  |
| Duração total: | Duração total:                       | 44:41   |  |